# Луцевич, Татьяна Николаевна
Татьяна Николаевна Луцевич (Микулич с 1986 по 2003), белорус. яз. Таццяна Мікалаеўна Луцэвіч (Мікуліч), 14 декабря 1963 г., г. Иваново Брестской обл., Белорусская ССР) — белорусский историк, этнолог. Кандидат исторических наук (1992), доцент (2003).

## Биография
Училась на историческом ф-те Белорусского государственного университета (1981—1986), который закончила с отличием («красным дипломом»). Научную степень получила по окончании аспирантуры Института искусствоведения, этнографии и фольклора АН Беларуси. Диссертация на тему: «Этноязыковые процессы и система национального самосознания: на материале Беларуси» (Минск, 1991). Стипендиатка программы Фулбрайта (1996). Преподавала в Гродненском государственном университете имени Янки Купалы (Гродно), в Белорусском государственном университете культуры и искусств (Минск). Автор научных работ по теории этноса, этноязыковых процессов, этнической истории белорусов.
Основные работы: «Мова і этнічная самасвядомасць» (Минск,1996), «Гісторыя развіцця этнічнай самасвядомасці беларусаў» (Гродно,1998).

## Избранные научные публикации
Луцевич Т. Н. Этническая адаптация в современном мире: теоретические подходы // Этнокультурное развитие Беларуси в XIX — начале ХXI в.: материалы междунар. науч.-практ. конф. / редкол. : Т. А. Новогродский (отв. ред.) [и др.]. — Минск: БГУ, 2011. — С.53 — 56.
Луцевич Т. Н. Системный подход как методологический принцип этнографических исследований // Полевая фольклористика и этнология: исследование локальных культур Беларуси. — Минск: БДУКіМ, 2008. — С. 21 — 25.
Микулич Т. Н. Этнические общности как феномен социально-организованного человечества // Этнічныя супольнасці ў Беларусі: гісторыя і сучаснасть. — Мн.: Дэполіс, 2001. — С. 302—306.
Микулич Т. Н. Регион в этносоциальном контексте: к проблеме формирования локального группового своеобразия // Этнасацыяльныя і культурныя працэсы ў заходнім регіёне Беларусі: гісторыя і сучаснасць: Матэрыялы рэспубліканскай навуковай канферэнцыі. — Гродна: ГрДУ, 1998. — С. 211—214.
Микулич Т. Н. Язык и этническое самосознание. — Минск: Наука и техника, 1996. — 159 с.(на белорус. яз.)
Микулич Т. Н. Роль православия в оформлении «русской» этнической общности и поддержании духовного единства восточнославянского метаэтноса // Славянские народы и их культура в современном мире. Материалы международной научной конференции. — Гомель, 1996. — С. 25 — 27.
Микулич Т. Н. Особенности этноязыкового развития Белоруссии ХІІІ — ХVIII вв. как проявление культурной специфики //Наш радавод: Материалы международной научной конференции по региональной истории Восточной Европы «Культура народов Великого княжества Литовского и Белоруссии. ХІІІ — нач. XX в.». — Гродно, 1991. — Кн. 3. — С. 417—423.